# Intento de golpe de Estado en Argelia de 1967
El intento de golpe de Estado en Argelia de 1967 ocurrió del 14 al 16 de diciembre de ese año, consistiendo en un el fallido intento por derrocar al presidente argelino Houari Boumédiène por parte del Jefe del Estado Mayor del Ejército Nacional Popular de Argelia, el Coronel Tahar Zbiri. El golpe fue rápidamente reprimido mediante el uso del poder aéreo contra las columnas de tanques rebeldes.

## Causas
Hubo una lucha de poder a lo largo de 1966 y 1967 entre el presidente Houari Boumédiène y exlíderes guerrilleros y marxistas. El coronel Tahar Zbiri había sido un estrecho aliado de Boumédiène desde la crisis argelina de 1962 y había estado involucrado en el golpe de Estado de 1965 que derrocó Ahmed Ben Bella y estableció el Consejo Revolucionario con Boumédiène como Presidente. Por su participación en el golpe, Zbiri fue recompensado con un ascenso a Jefe del Estado Mayor del Ejército Nacional Popular; sin embargo, él y Boumédiène se distanciaron con el paso de los años.

## Desarrollo del golpe
Al momento del golpe, Zbiri acusó a Boumédiène de «predilección individualista, improvisación, intento de socavar la unidad del ejército y monopolización de puestos». De hecho, se dice que Boumédiène se disponía a relevarlo del mando del Estado Mayor.
En la noche del 14 de diciembre de 1967, el coronel Zbiri marchó hacia Argel desde Chlef con tropas del ejército y dos batallones de tanques, y contó principalmente con el apoyo del pueblo chaoui. Unidades de la Gendarmería Nacional bloquearon las fuerzas de Zbiri en el río Bou Roumi, cerca de las ciudades de El Affroun y Mouzaia. La aviación bombardeó a los rebeldes cerca de la ciudad de El Affroun, provocando numerosas bajas civiles, donde hasta finales de los años 1970 todavía se podían ver restos de tanques.
El 15 de diciembre, el presidente Boumédiène destituyó al coronel Zbiri y anunció en una emisión nacional: "Elementos irresponsables han cometido un acto de clara desobediencia que amenaza con sumergir al país en una peligrosa aventura. En consecuencia, he decidido asumir directamente el mando del Ejército Nacional Popular”. El 16 de diciembre, el gobierno anunció que los últimos soldados rebeldes se habían rendido y las tropas «engañadas» regresaron a sus cuarteles, mientras Zbiri y otros comandantes rebeldes huyeron a las montañas.

## Secuelas
Después del intento de golpe de Estado de 1967, no surgieron desafíos internos significativos provenientes desde dentro del gobierno. Después de aplastar el golpe, Boumédiène insistió en un gobierno colectivo y reafirmó su liderazgo directo e indiscutibles sobre Argelia. Actuó rápidamente para eliminar a sus oponentes de posiciones de influencia, formando un gobierno políticamente estable a largo plazo. Disolvió el Estado Mayor del Ejército y solidificó su control sobre el ejército argelino asumiendo directamente muchas responsabilidades pertenecientes hasta entonces al Estado Mayor. Excluyó a los dirigentes del ANP de la formulación de políticas cotidianas, pero permaneció cerca de los comandantes del ejército cuyo apoyo era necesario para mantener el control político de la nación.
Hubo un intento fallido de asesinato contra Boumédiène en abril de 1968.